# Жудојевићи
Жудојевићи су насељено мјесто у општини Билећа, Република Српска, БиХ. Према попису становништва из 1991. у насељу је живјело 17 становника. На попису становништва 2013. године, према подацима Агенције за статистику Босне и Херцеговине пописано  је 15 становника.

## Географија
Налази се на око 550 метара надморске висине, површине 3,33 км2, удаљено око 16 километара од општинског центра. Припада мјесној заједници Билећа. Разбијеног је типа. Смјештено је на крашкој заравни у подножју косе Рогошине. Највиша кота је Малинска градина (721 метара надморске висине). На подручју села извире Малински поток.
Становништво се углавном бави сточарством. Ђаци су похађали основну школу у селима Моско и Подвори (општина Требиње). У атару постоји гробље, а најближа црква је у манастиру Добрићево. Село је електрифицирано крајем 1991. године. Са извора Малина 2018. спроведен је водовод. Кроз атар пролази магистрални пут Билећа-Требиње.

## Историја
У дубровачким изворима, 1419. у Малини се помињу власи Малешевци. Према дефтеру из 1475/1477. власи катунара Радана Новаковића имали су зимовалиште у мјесту званом Малине. Да су у Жудојевићима, чијем атару припада увала Малина, били насељени власи Малешевци свједоче
средњовјековни стећци и остаци цркве која се назива Малешевка, а која је била посвећена Светом Игњатију Богоносцу. Према предању, цркву је подигао војвода Малеш, а порушена је у турском периоду. Око цркве и у њеним зидовима налазе се стећци, а унутар цркве је стећак у облику плоче,
на којем је уклесано да под њим почива протопоп Обрад Малешевац.  У Жудојевићима је сачувана и средњовјековна некропола, са око 40 стећака, као и антропоморфни камени крст украшен рељефом са мотивима коњаника са копљем, ратника са луком, двију животиња и поворке јелена. Крст је датован у XV вијек, по чему се, уз податке из дубровачких извора с краја XIV вијека, може претпоставити да је црква у Жудојевићима настала крајем XIV или у XV вијеку.

## Становништво
Село је 1879. пописано као Жудавица, а имало је пет домаћинстава и 47 становника (православци); 1910. Жудојевићи - 91 становника; 1948. - 54; 1961. - 28; 1991. - 17; 2013. - три домаћинства и 15 становника (Срби). У селу живи породица Ђајић, која слави Мратиндан. Почетком ХХ вијека у селу је била настањена и породица Капор (крсна слава Јовањдан). Према породичном предању, Ђајићи су се доселили око 1750. из Корјенића (источна Херцеговина). Сматрају да су се раније називали Соколовићи, те да потичу из села Очинићи код Цетиња (Црна Гора).  У Другом свјетском рату страдала су два цивила.
| Националност       | 1991. | 1981. | 1971. | 1961. |
| Срби               | 17    | 24    |       |       |
| остали и непознато |       | 1     |       |       |
| Укупно             | 17    | 25    | '     | '     |

| Демографија | Демографија | Демографија |
| Година      | Становника  | Становника  |
| ----------- | ----------- | ----------- |
| 1879.       | 47          |             |
| 1910.       | 91          |             |
| 1948.       | 54          |             |
| 1961.       | 28          |             |
| 1971.       | 23          |             |
| 1981.       | 25          |             |
| 1991.       | 17          |             |
| 2013.       | 15          |             |